# Idiotrochus emarciatus
Idiotrochus emarciatus är en korallart som beskrevs av Duncan 1865. Idiotrochus emarciatus ingår i släktet Idiotrochus och familjen Turbinoliidae.
Artens utbredningsområde är Indiska oceanen. Inga underarter finns listade i Catalogue of Life.